# Polydore Roux
Pour les articles homonymes, voir Roux.
Jean Louis Florent Polydore Roux est un peintre et un  naturaliste français, né le 27 juillet 1792 à Marseille et mort le 12 avril 1833 à Bombay de la peste.

## Biographie
Dès sa jeunesse Polydore Roux est destiné à suivre la carrière de son père, négociant en huiles. Mais n'étant attiré que par les arts graphiques et les sciences naturelles, il reçoit l'autorisation de son père pour suivre les cours de l'École gratuite de dessin où il est l'élève d'Augustin Aubert. Dès 1811 il obtient un prix spécial d'encouragement et en 1818 expose à Marseille une vue de la Sainte-Baume et une Tempête qui attirent sur lui l'attention du Comte de Forbin, directeur des Musées royaux. Il expose aux Salons de Paris de 1819 à 1824.
Tout en peignant, il s'adonne à l'étude de la nature provençale et confectionne une collection de 3 000 insectes environ. Le 1er juin 1819, il obtient la place de conservateur du Muséum de Marseille. Il est en relation avec les professeurs de Paris (Cuvier, Latreille, Férussac...) et les directeurs des musées de province (Antoine Risso, Alfred Moquin-Tandon...). Il publie en 1820, un Catalogue d’insectes de Provence et, en 1828, les Crustacés de la Méditerranée et de son littoral et le début d’une iconographie consacrée aux coquillages.
Il commence à faire paraître l'Ornithologie provençale ou description avec figures coloriées de tous les oiseaux qui habitent constamment la Provence ou qui n'y sont que de passage, suivie d'un abrégé des chasses, de quelques instructions de taxidermie, & d'une table des noms vulgaires qu’il interrompt lorsqu’il part pour l’Inde en 1831. Cet ouvrage resté inachevé à la suite de sa mort en 1833 comprend entre 440 et 450 planches lithographiées réalisées par l’imprimerie Beisson de Marseille, le texte du premier volume et 48 pages du second.
Roux réussit, sur les conseils de Cuvier, à accompagner le baron Carl Alexander Anselm Freiherr von Hügel qui part pour un voyage en Asie et qui visitera l’Inde (et les montagnes himalayennes le long de la frontière entre le Tibet et le Cachemire), Ceylan, l’Australie et la Nouvelle-Zélande. Roux quitte Marseille à l'automne 1831, passe l'hiver en Égypte et en Nubie d'où il expédie en France des minéraux, des poissons du Nil et des antiquités thébaines. Il s'embarque à Kosseir sur la mer rouge à destination de Bombay. Les deux hommes se séparent à la suite d'une mésentente en Inde. Roux explore le littoral et la chaîne des Ghâts occidentaux et meurt peu après de la peste alors qu’il s’apprêtait à explorer l’Himalaya. Il lègue à sa ville natale ses riches collections personnelles et est remplacé au Muséum de Marseille par Christophe Jérôme Barthélemy Lapommeraye.
Roux était, entre autres, membre de la Société de Statistique de Marseille, correspondant de l'Académie des Sciences de Moscou, du Muséum de Douai, de la Société des naturalistes de Francfort-sur-le-Main.

### Source
- Maurice Boubier, L’Évolution de l’ornithologie, Paris, Alcan, coll. « Nouvelle collection scientifique », 1925, ii + 308
- Paul Masson (sous la direction de), Encyclopédie départementale des Bouches-du-Rhône, Archives départementales des Bouches-du-Rhône, Marseille, 17 volumes parus de 1913 à 1937, Tome XI, p. 479-480.